# 聖德基督學院
聖德基督學院（Sheng-te Christian College）是位於臺灣桃園市中壢區的一所私立基督教學院。該學院由美國人查培理夫婦於1956年創辦。並非教育部登錄立案之全國約158所大專校院（含宗教研修學院）之一，所有課程皆非學位。

## 學校歷史
聖德基督學院的創辦人查培理畢業於美國泰勒大學和康奈爾大學，於約翰霍浦金斯大學獲得化學博士學位，並在美國高等學校教書多年。查夫人畢業於美國師範學院及哥倫比亞大學，於懷敦學院獲得文學碩士學位，並曾經中國的金陵大學就讀過。查培理夫婦於民國四十一年從美國來台灣傳教，並協助中華民國（臺灣）與美國籌備中原理工學院，現已更名為中原大學，負責教務工作。
該學院經核准立案以後，查博士被聘為首任教務主任，查師母為專任教授。於同年十月，憑信心以其平生積蓄獨自創辦聖德基督學院，這是學院的由來。
- 1956年，成立神學系、聖文系。
- 1984年9月，增設音樂系
- 1995年9月，增設大眾傳播系
- 1997年9月，增設應用藝術系
- 1999年9月，增設青年宣教系、青年宣教碩士班
- 2000年9月，增設社會工作系
- 2002年5月，增設基督徒企業管理碩士班。同年9月增設資訊管理系、應用英語系、教牧碩士班。
- 2003年，增設教牧碩士科。
- 2006年，加入台灣基督宗教大學校院聯盟。
- 2007年，神學系改名宣教系。

## 歷任校長
| 姓名                       | 任期           |
| -------------------------- | -------------- |
| 查培理（John T. Chappell） | 1956年－1979年 |
| 克寧漢（John Cunningham）  | 1979年－1980年 |
| 李和                       | 1980年－2009年 |
| 李惠慈                     | 2010年－現任   |

## 教學單位

### 學士班
- 應用英語系（創立於2002）

### 碩士班
- 宣教碩士班（創立於1999）
- 教牧碩士班（創立於2002）

### 博士班
- 教牧博士班

## 外部連結
- 聖德基督學院 （页面存档备份，存于）

24°59′5.35″N 121°13′16.97″E / 24.9848194°N 121.2213806°E